# Административно деление на Република Конго
Република Конго е разделена на 12 департамента. Департаментите от своя страна се поделят на общо 86 района и 7 общини.
Департаментите са:
- Бразавил
- Буенза
- Кювет
- Кювет-запад
- Куилу
- Лекуму
- Ликуала
- Ниари
- Плато
- Поант Ноар
- Пол
- Санга